# 古塔-尤斯季尼夫卡
50°20′23″N 28°18′5″E / 50.33972°N 28.30139°E
古塔-尤斯季尼夫卡（烏克蘭語：Гута-Юстинівка）是烏克蘭北部的村莊，隸屬日托米爾州的日托米爾區。該村面積1.36平方公里，海拔高度236米，2001年人口272，人口密度每平方公里200.44人。